# Der weite Weg der Hoffnung (Film)
Der weite Weg der Hoffnung (Originaltitel First They Killed My Father: A Daughter of Cambodia Remembers) ist eine Filmbiografie von Angelina Jolie, die am 18. Februar 2017 in der kambodschanischen Stadt Siem Reap ihre Premiere feierte und im September 2017 im Rahmen des Telluride Film Festivals vorgestellt wurde. Der Film basiert auf einem gleichnamigen autobiografischen Roman von Loung Ung aus dem Jahr 2000.
2017 wurde er als kambodschanischer Beitrag für die Oscarverleihung 2018 als Bester fremdsprachiger Film ausgewählt, schließlich aber nicht nominiert.

## Handlung

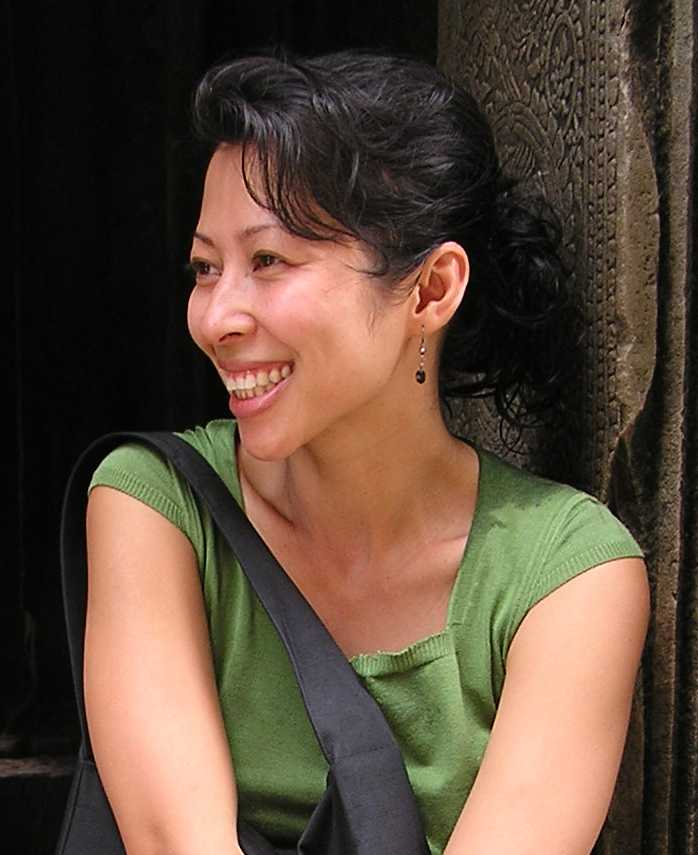
Der Film erzählt die Kindheitsgeschichte von Loung Ung, die diese in ihrem autobiografischen Roman Der weite Weg der Hoffnung aufschrieb

Die kleine Loung Ung lebt in Kambodscha. Es ist das Jahr 1975, und ihr Vater hat eine hohe Stellung in der Armee unter dem Premierminister Lon Nol. Als dieser abgesetzt und das Land in „Kampuchea“ umbenannt wird, gibt sich ihr Vater als Bauer aus und sie müssen wie viele andere Familien die Stadt verlassen. Ihnen wird gesagt, dass sie in drei Tagen zurückkehren können, doch sie verstehen schnell, dass sie ihr Zuhause wohl nie wieder sehen werden.
Im ganzen Land kommt es zu Gewalttaten und Tötungen durch die Soldaten der Roten Khmer, die die Herrschaft in Kambodscha übernommen haben und bereits in die Hauptstadt Phnom Penh vorgerückt sind. Ein mehrjähriges Schreckensregime beginnt, die Menschen leiden Hunger und jede Auflehnung wird hart bestraft. Die neue kommunistische Führung Angkar indoktriniert das Volk, sie mehr zu lieben als ihre eigenen Verwandten. Auch wenn Loungs Eltern ihr Bestes geben, sie vor allem Leid zu bewahren, können sie nicht einmal ihr eigenes Leben schützen. Als die Identität ihres Vaters auffliegt und dieser hingerichtet wird, werden die Geschwister von ihrer Mutter zu ihrer Sicherheit in die Fremde geschickt. Loung wird als Kindersoldatin dazu gezwungen, Landminen zu vergraben, später muss sie als Flüchtling ein solches Minenfeld durchqueren. In einem Flüchtlingslager trifft sie ihre Geschwister wieder. Zusätzlich erlebt sie auch das Ende der Herrschaft der Roten Khmer. In der Abschlussszene knien die nun erwachsenen Geschwister vor einer Tempelanlage.

## Biografischer Hintergrund
Der Film basiert auf dem autobiografischen Roman First They Killed My Father: A Daughter of Cambodia Remembers von Loung Ung aus dem Jahr 2000, der unter dem Titel Der weite Weg der Hoffnung im S. Fischer Verlag in einer deutschen Übersetzung veröffentlicht wurde. In ihren Memoiren beschreibt die mittlerweile erwachsene kambodschanische Zeitzeugin, wie im April 1975 Soldaten der Roten Khmer in die Hauptstadt Phnom Penh vorrücken und sie zu einem elternlosen Flüchtling wurde. Loung musste sich anfänglich in einem Waisenlager zum Kindersoldaten ausbilden lassen, während ihre Brüder und Schwestern in Arbeitslagern verzweifelt um ihr Leben kämpften.

## Produktion

### Produktionsgeschichte
Der Film wurde von Netflix gemeinsam mit Bophana Production produziert. Regie führte Angelina Jolie, die gemeinsam mit Loung Ung auch deren Memoiren für den Film adaptierte und diesen gemeinsam mit Rithy Panh, Ted Sarandos und Michael Vieira zudem produzierte. Ung, die eine Freundin von Jolie ist, fungierte zudem als ausführende Produzentin. Panh, ein kambodschanischer Filmemacher, hatte wie Ung selbst den Wahnsinn der Pol-Pot-Ära überlebt. Es handelt sich um den vierten Spielfilm, bei dem Jolie Regie führte. Ihr Adoptivsohn Maddox hatte mit seiner Mutter gemeinsam an dem Drehbuch gearbeitet und war auch einer der ausführenden Produzenten des Films.
Im April 2012 war Jolie zur Sondergesandten des UNHCR ernannt worden. Zuvor hatte die Schauspielerin bereits über zehn Jahre als Sonderbotschafterin des UN-Flüchtlingshilfswerkes über 40 Krisenregionen besucht, darunter auch mehrere Male Kambodscha. Im Jahr 2002 hatte sie einen kambodschanischen Jungen aus einem Waisenhaus in Phnom Penh adoptiert und ihm den Namen Maddox Chivan gegeben. Zudem hatte sie im Jahr 2006 die Maddox Jolie-Pitt Foundation gegründet. Bereits im Jahr 2005 war Jolie als Dank für ihre Arbeit zur Erhaltung der Umwelt in seinem Land von Kambodschas König Norodom Sihamoni die kambodschanische Staatsbürgerschaft verliehen worden. Da das Land für gewöhnlich wenig internationale Aufmerksamkeit erhielt, weil es zu unbedeutend sei, so Ali Al-Nasani von der Heinrich-Böll-Stiftung, hatte die Nachricht, dass Jolie einen Film über den in ihrem Land begangenen Völkermord vor 40 Jahren drehen würde, die kambodschanische Bevölkerung in helle Aufregung versetzt. Die ersten Reaktionen des kambodschanischen Publikums seien schließlich dahin gegangen, dass sich nun Menschen aufgefordert fühlten, ihre Eltern nach dem zu befragen, worüber sie viele Jahre geschwiegen hatten; dies war Teil der Überlebenstaktik vieler Opfer gewesen war, die sich nicht sicher sein konnten, dass die Roten Khmer nicht doch wieder an die Macht kommen, so Al-Nasani.

### Filmmusik und Dreharbeiten

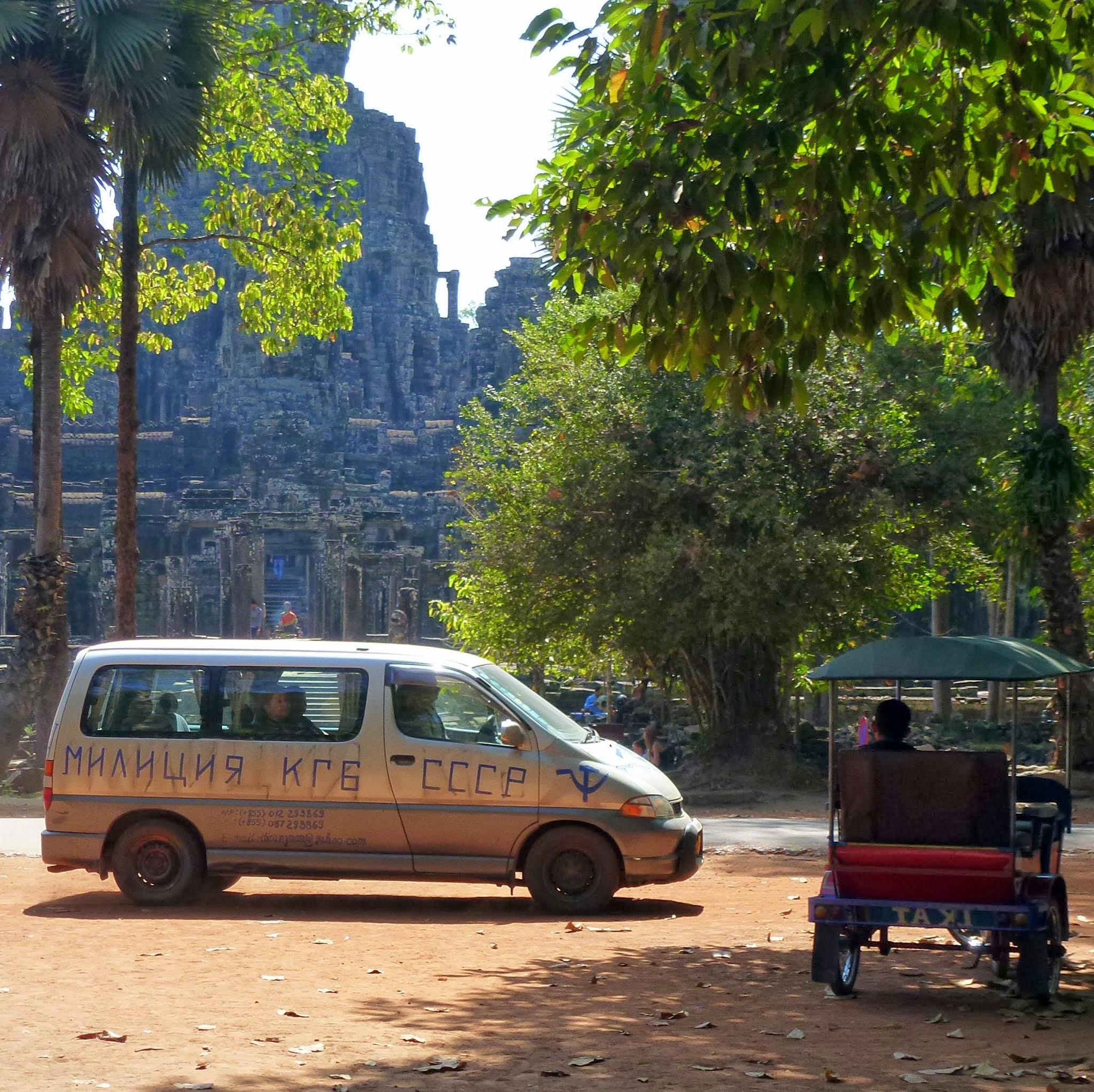
Bei Der weite Weg der Hoffnung handelt es sich um das größte Filmprojekt, das jemals in Kambodscha verwirklicht wurde. Zu den Drehorten zählt unter anderem Siem Reap

Die Filmmusik komponierte Marco Beltrami. Er sagte über seine Arbeit, diese stehe nicht wirklich in Verbindung mit Kambodscha, sondern vielmehr mit dem sechsjährigen Mädchen, durch dessen Augen hindurch man dies sehe, sei eher abstrakt und solle vor allem die emotionale Erfahrung dieses Mädchens transportieren.
Als Kameramann fungierte Anthony Dod Mantle. Die Dreharbeiten fanden zwischen November 2015 und Februar 2016 in verschiedenen Städten in Kambodscha statt, so in Siem Reap Ende 2015, eine Stadt, deren Name wörtlich „Ort der Niederlage der Siamesen“ bedeutet und sich auf einen Sieg der Khmer über das Heer des Thai-Königreiches Ayutthaya im 17. Jahrhundert bezieht. Weitere Aufnahmen entstanden Anfang 2016 in Battambang und damit einem der Originalschauplätze, an dem im Jahr 1975 uniformierte Soldaten der Khmer mit ihren Lastwagen in die Stadt kamen. Für die Dreharbeiten mussten an den Gebäuden selbst keine Veränderungen vorgenommen werden, man ersetzte jedoch Schilder über den Geschäften durch solche in französischer Sprache, sodass der Ort wie in der Zeit 40 Jahre zuvor aussah.
Jolie hatte in dem zu großen Teilen verminten Land, damals noch als Schauspielerin, bereits als Lara Croft im Film Tomb Raider, der 2001 in die Kinos kam, vor der Kamera gestanden und war hierbei zum ersten Mal persönlich mit konkreten humanitären Problemen in Kambodscha in Kontakt gekommen, was der Auslöser dafür war, dass sie immer wieder in das Land zurückkehrte. Daraufhin hatte sich Jolie an das Flüchtlingshilfswerk UNHCR gewandt, um weitere Informationen über internationale Krisenherde zu erhalten.
Es handelt sich bei Der weite Weg der Hoffnung um das größte Filmprojekt, das jemals in Kambodscha verwirklicht wurde, und es kamen im Film überwiegend kambodschanische Schauspieler und Statisten, Techniker und Handwerker zum Einsatz. Die Hauptrolle der kindlichen Loung Ung wurde mit der kambodschanischen Nachwuchsschauspielerin Sareum Srey Moch besetzt. Abgesehen von ein paar Worten von Präsident Richard Nixon im eingefügten Archivmaterial ist im Film kaum Englisch, sondern lediglich Khmer zu hören.

### Veröffentlichung
Der Film feierte am 18. Februar 2017 in den historischen Stätten von Angkor Wat in Siem Reap in Anwesenheit des Königs seine Premiere, wo Teile des Films auch gedreht worden waren. Die US-Premiere feierte der Film am 2. September beim Telluride Film Festival, des Weiteren wurde er beim Toronto International Film Festival vorgestellt. Seit dem 15. September 2017 wird Der weite Weg der Hoffnung von Netflix online angeboten.

## Rezeption

### Kritiken
Der Film konnte bislang 88 Prozent der Kritiker bei Rotten Tomatoes überzeugen und erhielt hierbei eine durchschnittliche Bewertung von 7,7 der möglichen 10 Punkte.
Ali Al-Nasani von der Heinrich-Böll-Stiftung erklärt, gleich zu Beginn des Films werde auf die amerikanischen Flächenbombardements im Zuge des Vietnamkrieges hingewiesen, die viele Betroffene in die Hände der Roten Khmer trieb. Der Film lasse allerdings andere Ursachen der Popularität der Roten Khmer und ihres Erfolgs, aber auch die Rolle des damaligen Königs unerwähnt, der sich mit diesen verbündet und dazu aufgerufen hatte, sich ihnen im Kampf gegen die pro-amerikanische Regierung in Phnom Penh anzuschließen. Weder werde im Film so die Ideologie der Roten Khmer erklärt, die Kambodscha mit brutaler Gewalt und unter der Ermordung von geschätzt 750'000 bis 2 Millionen Menschen in einen reinen Bauernstaat verwandeln wollten, noch die weit verbreitete sexuelle Gewalt und die Praxis der Zwangsverheiratung erwähnt, und auch die Führungskader würden nicht beleuchtet, die zum Teil heute vor Gericht stehen, so Al-Nasani. Ebenso lasse der Film die Unterstützung Chinas für die Roten Khmer unerwähnt, das Kambodscha als Gegengewicht gegen das von der damaligen Sowjetunion unterstützte kommunistische Regime in Vietnam sah: „Vielleicht ist eine solche Differenzierung aus der Zeit des Kalten Krieges für einen Hollywoodfilm zu viel verlangt. Und so plätschert der Film teilweise dahin und wechselt ab zwischen Schönheiten kambodschanischen Landlebens (Reisfelder, Palmen) und den Darstellungen der Grausamkeiten der Roten Khmer.“
Eine der Stärken des Films, so Geoffrey Macnab von The Independent, sei dessen Sachlichkeit in Bezug auf die Tatsachen. Erst sehr spät lasse ihn Jolie melodramatisch werden, wie es bei Hollywood-Filmen zu einem solchen Thema zu erwarten ist. Überwiegend zeige der Film jedoch den Wahnsinn der Pol-Pot-Ära aus der Sicht eines einfallsreichen Kindes, das versucht, die apokalyptische Welt zu rationalisieren, in der es sich befindet.
Nachdem bereits Kritiker wie Scott Feinberg von The Hollywood Reporter wegen der doppelten Staatsbürgerschaft von Jolie und der Tatsache, dass im Film fast ausschließlich kambodschanische Schauspieler zu sehen sind, die in der offiziellen Landessprache sprechen, eine Einreichung empfohlen hatten, wurde Der weite Weg der Hoffnung im September 2017 von Kambodscha als Nominierungskandidat in der Kategorie Bester fremdsprachiger Film für die Oscarverleihung 2018 eingereicht.

### Auszeichnungen (Auswahl)
Am 18. Dezember 2017 gab die Academy of Motion Picture Arts and Sciences bekannt, dass sich Marco Beltramis Arbeit auf einer Shortlist befindet, aus der die Nominierungen in der Kategorie Beste Filmmusik im Rahmen der Oscarverleihung 2018 erfolgen werden. Im Folgenden eine Auswahl von Nominierungen und Auszeichnungen im Rahmen weiterer Filmpreise.
Alliance of Women Film Journalists Awards 2017
- Nominierung in der Kategorie Bester nicht-englischsprachiger Film
- Nominierung in der Kategorie Best Woman Director (Angelina Jolie)
- Nominierung in der Kategorie Outstanding Achievement by A Woman in The Film Industry (Angelina Jolie)[23]

British Academy Film Awards 2018
- Nominierung als Bester nicht-englischsprachiger Film (Angelina Jolie und Rithy Panh)

Critics’ Choice Movie Awards 2018
- Nominierung als Bester fremdsprachiger Film[24]

Golden Globe Awards 2018
- Nominierung als Bester fremdsprachiger Film

Hollywood Film Awards 2017
- Auszeichnung mit dem Hollywood Foreign Language Film Award (Angelina Jolie und Loung Ung)[25]

National Board of Review Awards 2017
- Auszeichnung in der Kategorie Freedom of Expression[26]

Los Angeles Online Film Critics Society Awards 2018
- Nominierung als Bester fremdsprachiger Film[27]

Phoenix Film Critics Society Awards 2017
- Auszeichnung als Bester fremdsprachiger Film[28]

Satellite Awards 2017
- Nominierung als Bester internationaler Spielfilm[29]